# Hans Blix
Pour les articles homonymes, voir Blix.
Hans Martin Blix, né le 28 juin 1928 à Uppsala (Suède), est un diplomate et homme politique suédois et un haut fonctionnaire international.
Il est le directeur général de l'Agence internationale de l'énergie atomique (AIEA) de 1981 à décembre 1997. Il est responsable des inspecteurs chargés d'enquêter sur les stocks d'armes de destruction massives de l'Irak, en 2002, en tant que président de la Commission de contrôle, de vérification et d'inspection des Nations unies.

## Biographie
Il a étudié à l'université d'Uppsala, à l'université Columbia, ainsi qu'à l'université de Cambridge, il a terminé son doctorat de droit international à la faculté de droit de l'université de Stockholm.
De 1962 à 1978, il est membre de la délégation suédoise à la Conférence du désarmement à Genève. De 1978 à 1979, il est ministre des Affaires étrangères de la Suède.
Il occupe le poste de Directeur général de l'Agence internationale de l'énergie atomique (AIEA) de 1981 à 1997 ; à ce titre, il sera le premier occidental à se rendre sur le site de la catastrophe nucléaire de Tchernobyl et sera par la suite un des instigateurs du projet international de sécurisation du site.
Il est nommé président exécutif de la Commission de contrôle, de vérification et d'inspection des Nations unies (COCOVINU) en janvier 2000. 
Il est responsable des inspecteurs envoyés en Irak à partir du 27 novembre 2002 dans le cadre de la résolution 1441 du Conseil de sécurité des Nations unies. Il ne confirme pas la présence d'armes de destruction massives aux mains de Saddam Hussein, thèse invoquée par George W. Bush en 2003 pour envahir l'Irak.